# Biểu tượng LGBT
Cộng đồng đồng tính, song tính và chuyển giới..v.v..(LGBT) có những biểu tượng và vật tượng trưng để nhận biết rõ ràng mỗi cá thể, biểu hiện sự thống nhất, niềm tự hào và sự liên kết giữa các thành viên. Những biểu tượng LGBT mang lại những thông điệp cho cộng đồng LGBT và cộng đồng chung. Hai biểu tượng dễ nhận biết nhất là tam giác hồng và lá cờ cầu vồng. Trong Chiến tranh thế giới thứ hai, chủ nghĩa Quốc xã đã dùng phù hiệu là tam giác hồng để đánh dấu những người đồng tính để biểu thị sự nhục nhã. Lá cờ cầu vồng được xem là một sự thay thế tự nhiên mà không có ý nghĩa tiêu cực.

## Những lá cờ

### Cờ cầu vồng
Gilbert Baker thiết kế lá cờ cầu vồng vào năm 1978 cho Ngày tự do của người đồng tính (Gay Freedom Day) tại San Francisco. Ông thiết kế là cờ như một biểu tượng của sự "hy vọng" và "độc lập", và nhằm thay thế cho biểu tượng tam giác hồng. Lá cờ không thực sự miêu tả cầu vồng, mà là những sắc màu của cầu vồng theo những dải nằm ngang, với màu đỏ nằm trên và màu tím nằm dưới cùng. Lá cờ đại diện cho sự đa dạng của cộng đồng người đồng tính nam và đồng tính nữ  ở quanh thế giới. Ở phiên bản 8 màu đầu tiên, hồng đại diện cho tính dục, đỏ đại diện cho đời sống, cam đại diện cho sự tái sinh, vàng đại diện cho ánh mặt trời, xanh đại diện cho sự tự nhiên, màu xanh ngọc đại diện cho nghệ thuật, xanh đậm đại diện cho sự hòa hợp và màu tím đại diện cho tinh thần. Hiện nay có rất nhiều biến thể của lá cờ cầu vồng tồn tại, trong đó bao gồm sự kết hợp giữa các biểu tượng khác của cộng đồng LGBT như hình tam giác hay lambda.
- Lá cờ 8 sọc được thiết kế bởi Gilbert Baker (1978)
- Phiên bản 7 sọc với màu hồng bị loại bỏ do thiếu vải (1978-1979)
- Phiên bản 6 sọc với màu xanh ngọc bị loại bỏ và màu xanh đậm được thay thế bằng xanh hoàng gia (1979-nay)[3]

### Vô ái

Cờ của cộng đồng người Vô ái

Cờ của nhóm người vô ái bao gồm 5 sọc ngang theo thứ tự từ trên xuống dưới bao gồm: xanh lục, xanh nhạt, trắng, xám và đen. Theo thứ tự này, những sọc trên đại diện cho sự vô ái, quang phổ vô ái, sự thu hút về vẻ đẹp, bán vô ái và những người á ái, và quang phổ vô tính.

### Vô tính

Cờ của cộng đồng người Vô tính được thiết kế vào năm 2010

Cờ của nhóm người vô tính bao gồm 4 sọc ngang: đen, xám, trắng và tím theo thứ tự từ trên xuống dưới. Lá cờ được thiết kế bởi một người dùng AVEN vào tháng 8 năm 2010, như một phần nỗ lực của cộng đồng nhằm thiết kế và chọn cờ.. Trong đó, màu đen đại diện cho nhóm người vô tính, màu xám đại diện cho nhóm người bán vô tính và á tính, trắng đại diện cho những người đồng minh và màu tím đại diện cho tính cộng đồng.

### Đồng tính nam
Vào giữa những năm 2010, nhà hoạt động về quyền của người đồng tính Valentin Belyaev thiết kế lá cờ cho nhóm đồng tính nam bao gồm những sắc xanh dương và xanh da trời, biểu tượng cho sự thu hút đối giữa những người nam với nhau và sự đa dạng của cộng đồng người đồng tính nam. Những sắc xanh dương và xanh da trời được chọn bởi vì những sắc màu này mang tính biểu tượng cho những người đàn ông và những người đồng tính nam nói chung. Mục đích của việc thiết kế lá cờ này nhằm tăng tính chủ quan của cộng đồng người đồng tính nam như một nhóm nhỏ của cộng đồng LGBT cũng như tăng cường sự nhận thức về những vấn đề riêng mà những người đàn ông đồng tính gặp phải - như là chứng ghê sợ đồng tính nam và những định kiến và khuôn mẫu của xã hội đặt ra cho nam giới nói chung, sự phân kỳ về tính nam, sự cáo buộc những hành vi ấu dâm, bạo dâm và những sự đồi bại không thể chấp nhận được đối với những người đồng tính nam, thái độ tiêu chuẩn kép của những người đồng tính nam đối với tính dục song tính và sự tò mò song tính, vấn đề đối với quyền sinh sản và cơ hội (tiếp cận với những dịch vụ đẻ thuê, tạo ra tử cung nhân tạo và việc sinh sản mà không cần sự hiện diện của đàn ông nói chung), một số lượng lớn các quốc gia hình sự hóa nhóm người đồng tính nam và chiếc hộp "nam giới" nói chung.
Vào năm 2017, Hermy và một người dùng Tumblr khác đã đề xuất một lá cờ cho người đồng tính nam khác. Thiết kế của lá cờ này được dựa trên lá cờ đồng tính nữ. Tuy nhiên, lá cờ bị chỉ trích bởi vì cách dùng rập khuôn màu xanh lam (đôi lúc được coi là màu của nam giới) để đại diện cho những người đồng tính nam nam tính. Chính vì vậy, thiết kế này không được biết đến rộng rãi bên ngoài nội bộ Tumblr.
Vào năm 2019, người dùng Tumblr gayflagblog đề xuất một lá cờ khác với tông màu xanh lá, xanh lam và tím. Việc thiết kế lại cờ của người đồng tính nam này nhằm để giải quyết những vấn đề xoay quanh lá cờ trước như: 'những đường sọc không có ý nghĩa gì' và 'chỉ là một phiên bản được tô màu lại của cờ đồng tính nữ'. Lá cờ này đại diện cho mọi người gay, bao gồm cả người đồng tính vô ái, vô tính đồng ái, phi nhị nguyên đồng tính nam, chuyển giới đồng tính nam, người đồng tính nam không tuân theo vai trò giới và những người nam giới còn chưa chắc chắn về xu hướng tính dục của bản thân.
- Cờ của cộng đồng người đồng tính nam được thiết kế vào giữa những năm 2010
- Cờ của cộng đồng nhóm đồng tính nam được thiết kế vào năm 2017
- Cờ của nhóm người đồng tính nam được thiết kế vào năm 2019

### Đồng tính nữ
Không có một lá cờ nào của nhóm đồng tính nữ được chấp nhận hoàn toàn, tuy nhiên hiện nay vẫn còn tồn tại nhiều lá cờ được sử dụng rộng rãi:
Lá cờ đồng tính nữ bao gồm 6 sắc đỏ và hồng cùng với sọc trắng nằm giữa và là biến thể của lá cờ lipstick lesbian, lá bao gồm một nụ hôn đỏ (được giới thiệu ở weblog This Lesbian Life vào 2010). Lá cờ lipstick lesbian đại diện cho những người phụ nữ đồng tính thể hiện bản thân nữ tính" và không được công nhận rộng rãi; tuy nhiên, biến thể không có nụ hôn lại được sử dụng nhiều hơn.
Một lá cờ đồng tính nữ mới được thiết kế lại sau khi lá cờ 7 sọc "hồng" xuất hiện trên Tumblr vào năm 2018, cùng với màu cam đậm đại diện cho sự không tuân theo vai trò giới, màu cam đại diện cho sự độc lập, cam nhạt đại diện cho tính cộng đồng, trắng đại diện cho mối liên hệ đặc biệt với sự nữ tính, hồng đại diện cho sự bình yên và thanh thản, hồng bụi đại diện cho tình yêu và tình dục, và hồng đậm đại diện cho tính nữ. Một biến thể 5 sọc được chuyển hóa từ lá cờ năm 2018. Vào năm 2020, tranh cãi bắt đầu nảy sinh về việc người đã thiết kế lá cờ đồng tính nữ màu cam-hồng".
- Cờ đồng tính nữ labrys được thiết kế vào năm 1999
- Cờ lipstick lesbian
- Cờ đồng tính nữ được chuyển hóa từ cờ lipstick lesbian
- Cờ đồng tính nữ được thiết kế lại vào năm 2018
- Biến thể 5 sọc của lá cờ đồng tính nữ màu cam-hồng được ra mắt vào năm 2019

### Song tính

Cờ của cộng đồng người Song tính được thiết kế vào năm 1998

Lần đầu tiên được ra mắt vào ngày 5 tháng 12 năm 1998, lá cờ của nhóm song tính được thiết kế bởi Michael Page nhằm đại diện và gia tăng sự nhận thức về sự hiện diện của nhóm người song tính trong cộng đồng LGBTQ+ nói riêng và cả xã hội nói chung. Lá cờ này bao gồm sọc màu đỏ tuơi rộng lớn ở trên cùng, sọc xanh dương lớn dưới cùng, và màu oải hương nhỏ hơn nằm giữa.
Page mô tả ý nghĩa của các sọc rằng: "Màu hồng đại diện cho sự thu hút tính dục đối với những người cùng giới tính, màu xanh dương đại diện cho sự thu hút đối với những người khác giới tính, và màu tím là màu được pha trộn giữa hai màu kể trên đại diện cho sự thu hút với cả 2 giới tính." Ông cũng mô tả lá cờ ở ý nghĩa sâu xa hơn, khẳng định rằng "Để thực sự hiểu được tính biểu tượng của lá cờ Song tính là phải biết rằng các pixel của màu tím hòa vào cả hai màu hồng và xanh một cách khó nhận biết, cũng tương tự như bên ngoài 'thế giới thực' khi mà người song tính hòa vào cả hai cộng đồng của người đồng tính lẫn người dị tính".

### Liên giới tính

Cờ của cộng đồng người Liên giới tính, được thiết kế vào năm 2013

Nhóm liên giới tính là những người không mang những đặc điểm giới tính thuộc vào định nghĩa điển hình của giống đực hay giống cái. Theo tính toán, ít nhất có khoảng 0,05% đến 1,7% dân số thế giới là người liên giới tính.
Lá cờ của nhóm liên giới tính được thiết kế bởi Morgan Carpenter thuộc tổ chức Nhân quyền của người Liên giới tính Úc vào tháng 7 năm 2013. Tổ chức miêu tả hình tròn "không thể phá bỏ và không thể thay đổi, biểu tượng cho sự vẹn toàn và hoàn thiện và tiềm năng của chúng ta. Chúng ta vẫn đang đấu tranh cho những cơ quan sinh học của chính mình và sự vẹn toàn của bộ phận sinh dục, và nó biểu tượng cho quyền được sống đúng với con người thật của mình.

### Phi nhị nguyên giới

Cờ của cộng đồng phi nhị giới được thiết kế vào năm 2014

Lá cờ của nhóm phi nhị giới được thiết kế vào năm 2014 bởi nhà hoạt động quyền Kye Rowan. Mỗi sọc biểu tượng cho các bản dạng phi nhị nguyên khác nhau: màu vàng đại diện cho những người có giới nằm ngoài hệ nhị nguyên giới, màu trắng đại diện cho những người có nhiều giới, màu tím đại diện cho những người có giới là sự kết hợp giữa nam và nữ, màu đen đại diện cho những cá nhân không có giới.
Nằm trong phổ phi nhị giới là toàn bộ các bản dạng giới nằm ngoài hệ nhị nguyên giới. Đây bao gồm nhiều các bản dạng khác nhau như sự trung tính, sự đa dạng giới (bao gồm vô giới, linh hoạt giới, bán giới, song giới, toàn giới, liên giới, ceterosexual,...), giới thứ ba, và nhóm chuyển giới.

### Toàn tính (Pansexual)

Cờ của người Toàn tính được thiết kế vào năm 2010

Cờ của nhóm người toàn tính được giới thiệu lần đầu tiên vào tháng 10 năm 2010 ở một blog Tumblr. Lá cờ này bao gồm 3 sọc: màu hồng, vàng và xanh da trời. "Màu hồng đại diện cho sự thu hút với phụ nữ, màu xanh đại diện cho sự thu hút với đàn ông, và màu vàng đại diện cho sự thu hút với tất cả những người khác"; như là nhóm phi nhị giới, vô giới, bán giới, song giới hay linh hoạt giới,...
Chữ "P" với đuôi được biến thành mũi tên cùng gạch ngang cũng được sử dụng. Đây là tiền đề cho lá cờ và hiện nay vẫn được sử dụng. Gạch ngang trên đuôi chữ "P" ám chỉ biểu tượng của nữ giới (♀), và mũi tên ám chỉ biểu tượng của nam giới (♂). Mặc dù nó không có tên, nhưng vẫn được mọi người gọi là "biểu tượng của tính dục toàn giới".

### Chuyển giới

Cờ của cộng đồng người chuyển giới, được thiết kế vào năm 1999

Lá cờ của nhóm người chuyển giới được thiết kế bởi một người chuyển giới nữ Monica Helms vào năm 1999 và được xuất hiện lần đầu tại một cuộc diễu hành pride tại Phoenix, Arizona, Hoa Kỳ vào năm 2000. Lá cờ đại diện cho cộng đồng người chuyển giới và bao gồm 5 sọc: 2 sọc xanh dương, 2 sọc hồng và sọc trắng nằm ở vị trí trung tâm. Helms mô tả ý nghĩa của lá cờ:
"Sọc nằm ở trên và dưới cùng là màu xanh nhạt, màu sắc truyền thống cho những bé trai. Sọc nằm kế bên là màu hồng, là màu truyền thống dành cho bé gái. Sọc trắng đại diện cho nhóm người phi nhị nguyên giới, những người cảm nhận bản thân không có giới." Mẫu hình của lá cờ ám chỉ rằng dù bạn có ra sao thì bạn vẫn luôn đúng đắn, biểu thị cho việc kiếm tìm sự đúng đắn trong đời sống của chúng ta".

## Chiến tranh thế giới thứ hai
| Tam giác hồng                                                                                            | Tam giác đen | Tam giác hồng và tam giác vàng                                                                      | Sơ đồ Quốc xã |
| --- | --- | --------------------------------------------------------------------------------------------------- | --- |
| | | | |
| Tam giác hồng ban đầu được sử dụng để làm phù hiệu đối với người đồng tính nam trong các trại tập trung. | Tam giác đen dùng để đánh dấu những cá nhân phi xã hội và lười biếng bao gồm cả người bán dâm, người Roma và những dạng khác trong trại tập trung Quốc xã. Nó từng được dùng làm biểu tượng cho người đồng tính nữ. | Tam giác hồng nằm trên tam giác vàng dùng cho người đồng tính Do Thái trong trại tập trung Quốc xã. | Một sơ đồ vào khoảng 1938-1942 dùng cho tù nhân trong trại tập trung. Cột thứ năm từ trái sang là dùng cho người đồng tính nam. |

## Những biểu tượng khác

### Nhẫn vô tính

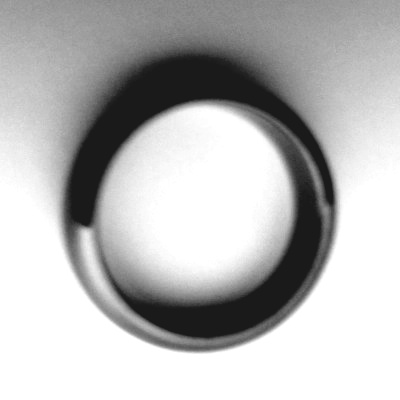
Nhẫn vô tính

Một chiếc nhẫn màu đen (cũng được biết tới là nhẫn vô tính) được đeo ở ngón giữa bên tay phải của một người là một cách để biểu thị tính dục vô giới của họ. Cách đeo nhẫn này cũng tương tự như cách một người đeo nhẫn cưới nhằm biểu thị trạng thái hôn nhân. Biểu tượng này bắt đầu được dùng từ năm 2005.

### Lá bài Át
Do cách viết gọn lại của từ "asexual" thành "ace", lá Át đôi lúc cũng được dùng làm biểu tượng của tính dục vô giới. Lá Át cơ và lá Át bích lần lượt được dùng nhằm biểu thị nhóm người vô tính hữu ái và vô tính vô ái. Tương tự, lá Át nhép được dùng biểu thị những người bán vô tính và bán vô ái, và lá Át rô được dùng nhằm biểu thị những người á tính và á ái.

### Cây thạch xương bồ

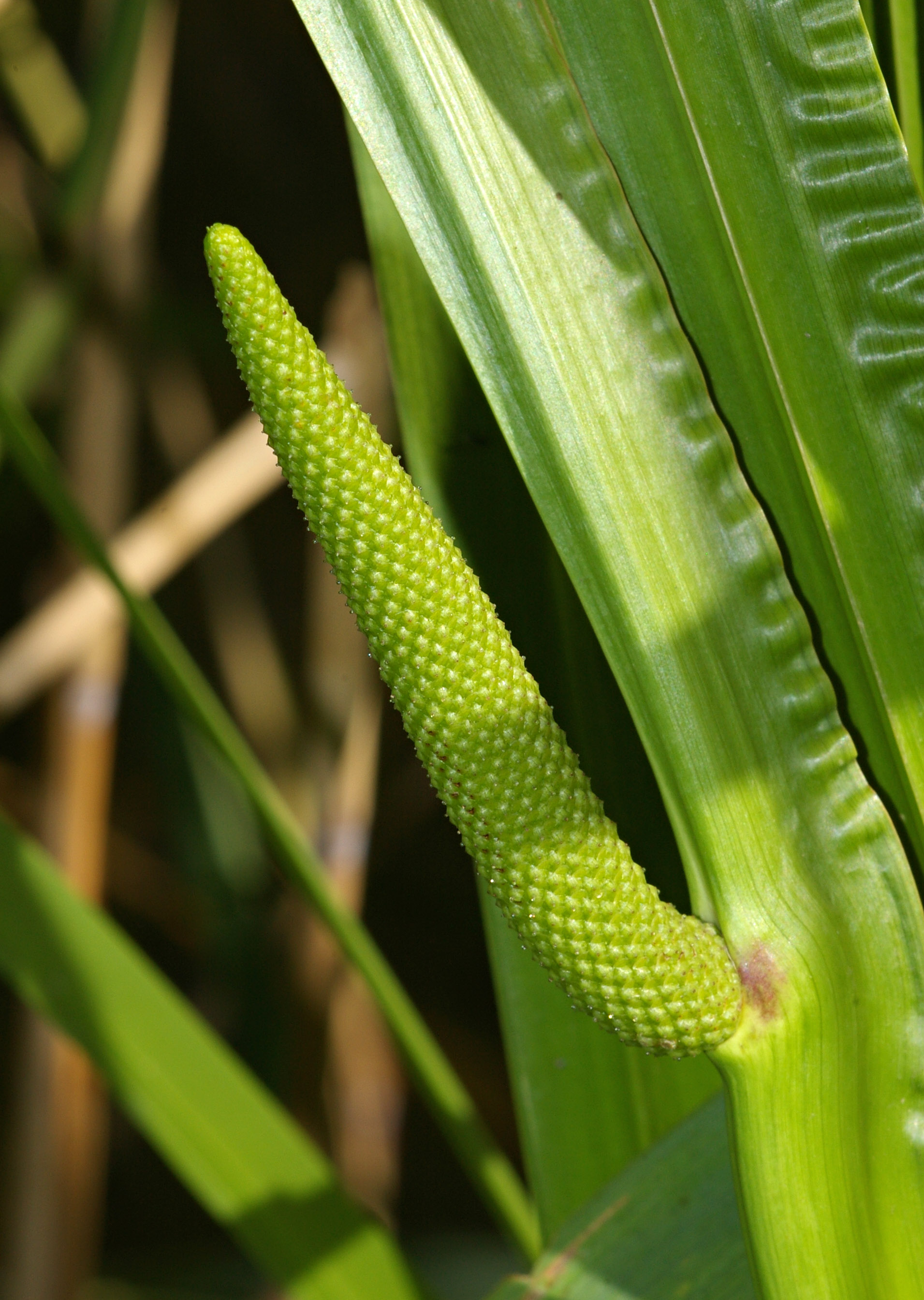
Hình ảnh cây thạch xương bồ

Theo một vài suy đoán, nhà thơ ngưởi Mỹ Walt Whitman sử dụng hình ảnh cây thạch xương bồ nhằm biểu thị tình yêu đồng giới.

### Giới đôi

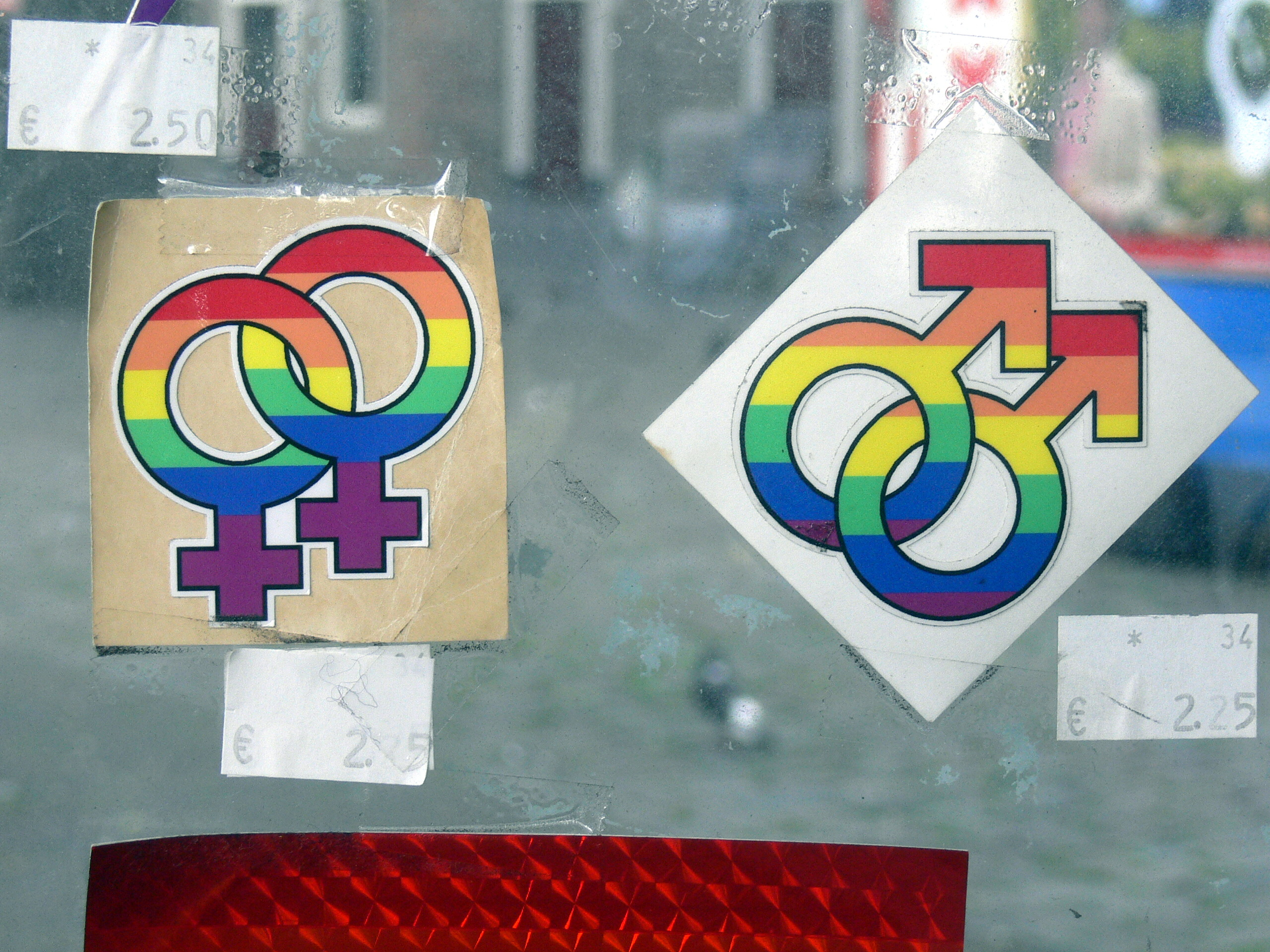
Biểu tượng 2 giới đan cài vào nhau tượng trưng cho 2 nhóm đồng tính nữ và đồng tính nam

Biểu tượng giới đan cài vào nhau. Mỗi biểu tượng giới bắt nguồn từ biểu tượng thiên văn đại diện cho các hành tinh sao Kim và sao Hỏa. Trong khoa học hiện đại, biểu tượng sao Kim mang tính đại diện cho nữ giới và biểu tượng sao Hỏa đại diện cho nam giới. Hai biểu tượng nữ giới đan cài vào nhau đại diện cho người đồng tính nữ hoặc cộng đồng đồng tính nữ, và hai biểu tượng nam giới đan cài vào nhau đại diện cho người đồng tính nam hoặc cộng đồng đồng tính nam.
Những biểu tượng này xuất hiện lần đầu tiên vào những năm 1970s.

### Mật mã khăn tay
Trong một vài cộng đồng đồng tính nam tại New York vào những năm đầu thế kỷ thứ 20, những người đàn ông đồng tính đeo ca-vát đỏ hoặc nơ cài như một tín hiệu ngầm. Vào những năm 1970s, mật mã khăn tay được xuất hiện dưới dạng khăn badana được đặt ở túi sau theo màu biểu thị sở thích tình dục,fetish, và liệu người đeo nằm trên hay nằm dưới.

### Đập tay
Có nhiều nguồn gốc về những câu chuyện liên quan tới hành động đập tay, nhưng hai người tham gia được ghi lại nhiều nhất là Dusty Baker và Glenn Burke thuộc đội bóng chày chuyên nghiệp Los Angeles Dodgers vào ngày mồng 2 tháng 10 năm 1977, và Wiley Brown và Derek Smith thuộc đội bóng rổ nam Louisville Cardinals trong mùa giải 1978-1979. Trong nhiều trường hợp, sau khi giải nghệ bóng chày, Burke, một trong những vận động viên chuyên nghiệp đồng tính công khai đã sử dụng hành động đập tay với các cư dân đồng tính khác tại địa hạt Castro của San Francisco. Nơi này đối với nhiều người đã trở thành biểu tượng của sự tự hào và nhận diện tính dục đồng giới.

### Chuyển giới

Biểu tượng của cộng đồng người chuyển giới

Biểu tượng của nữ giới (♀). nam giới (♂) và những người đa dạng giới (⚨) hợp thành quanh vòng tròn (⚧) trở thành biểu tượng nhằm đại diện cho cộng đồng người chuyển giới.

### Kỳ lân

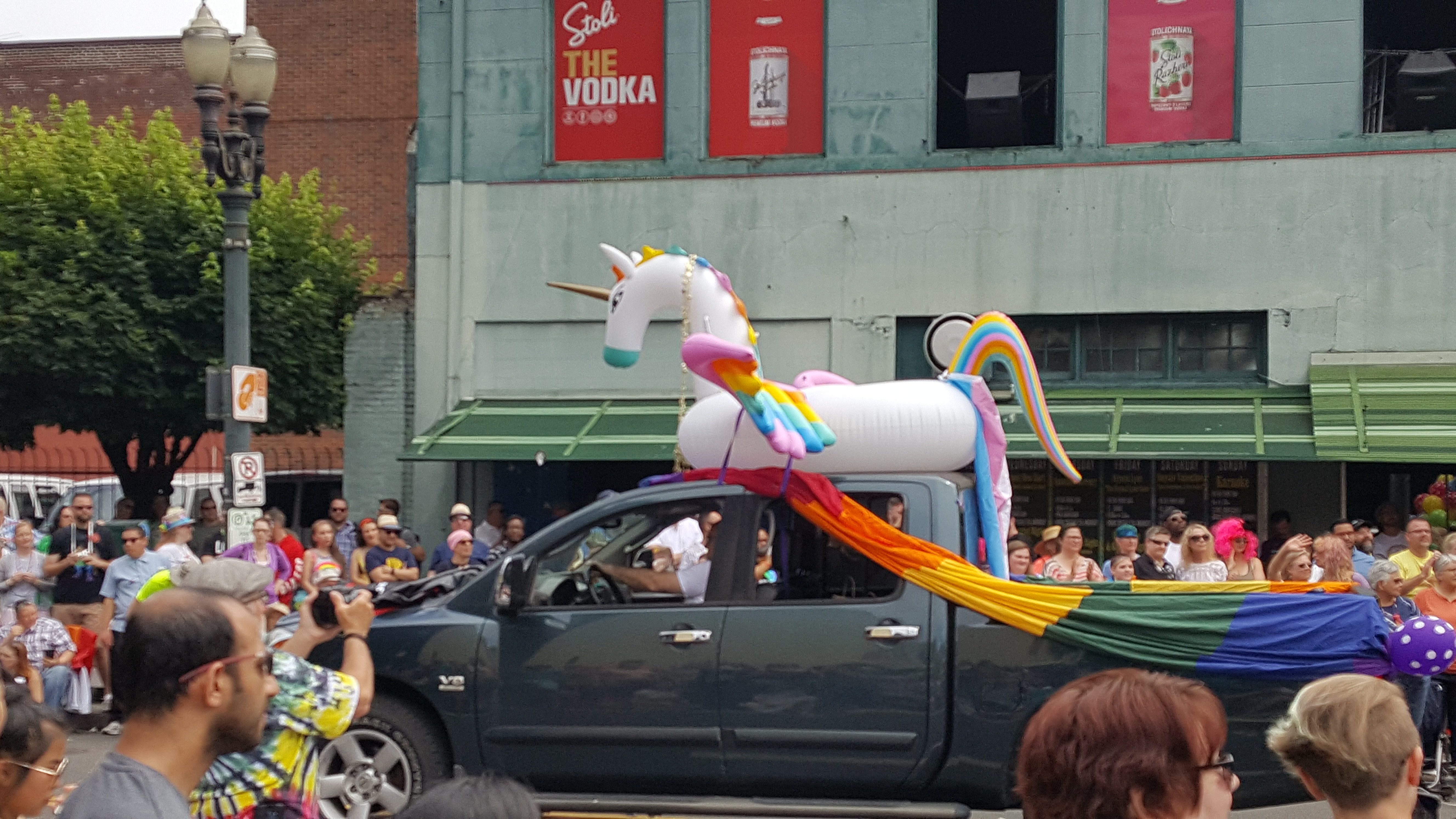
Kỳ lân tại Portland Pride vào năm 2017

Kỳ lân trở thành biểu tượng của văn hóa LGBTQ+ do sự gắn kết giữa con vật này và cầu vồng  trước đó, cùng với sự ra đời của cờ cầu vồng được thiết kế bởi Gilbert Baker.

## Gallery

### Cờ của cộng đồng LGBT
Những lá cờ này đại diện cho phong trào LGBT nói chung cùng với các xu hướng tính dục, bản dạng giới, giới tính, các nhóm nhỏ và vùng miền nói riêng.
- LGBT
- Đồng tính nam
- Đồng tính nữ
- Song tính
- Đa tính
- Toàn tính (Omnisexual)
- Toàn tính (Pansexual)
- Vô tính
- Vô ái
- Bán vô tính
- Bán vô ái
- Á tính
- Á ái
- Linh hoạt vô tính
- Linh hoạt vô ái
- Androsexual
- Gynesexual
- Phi nhị giới
- Đa dạng giới
- Vô giới
- Linh hoạt giới
- Dao động giới
- Dao động tính nam
- Dao động tính nữ
- Song giới
- Tam giới
- Đa giới
- Toàn giới
- Bán giới
- Bán nam
- Bán nữ
- Trung giới
- Chuyển giới
- Transmasculine
- Transfeminine
- Liên giới tính

### Các nhóm nhỏ
- Bear Brotherhood
- Leather

### Những biến thể theo mỗi vùng miền
- Philadelphia, cờ của nhóm người da màu ở Hoa Kỳ[48]
- Cờ LGBT tại Nam Phi[49]

### Các biển thể của cờ cầu vồng
- Lá cờ tân tiến được thiết kế bởi Daniel Quasar vào năm 2018.
- Lá cờ tân tiến được thiết kế lại bởi Valentino Vecchietti nhằm bao hàm nhóm Liên giới tính.

### Biểu tượng
- Biangles (đại diện cho nhóm song tính)
- Mặt trăng đôi (đại diện cho nhóm song tính)
- Hai biểu tượng của nữ giới (đại diện cho nhóm đồng tính nữ)
- Hai biểu tượng của nam giới (đại diện cho nhóm đồng tính nam)
- Biểu tượng của nhóm toàn tính
- Biểu tượng của nhóm chuyển giới
- Biểu tượng của nhóm phi nhị giới
- Labrys (đại diện cho sức mạnh và sự độc lập của người đồng tính nữ và người hoạt động nữ quyền)
- Lambda (đại diện cho sự độc lập của người đồng tính)
- Biểu tượng cho nhóm chuyển giới nữ quyền
- Biểu tượng của nhóm chuyển giới nhằm biểu hiện nhà vệ sinh trung tính